# Caecidotea communis
Caecidotea communis är en kräftdjursart som först beskrevs av Thomas Say 1818.  Caecidotea communis ingår i släktet Caecidotea och familjen sötvattensgråsuggor. Inga underarter finns listade i Catalogue of Life.